# Anita Garibaldi (Santa Catarina)
Anita Garibaldi é um município brasileiro do estado de Santa Catarina.
Possui uma área de 589,812 km² e sua população, conforme censo do IBGE de 2022, era em 8 285 habitantes.
O nome é uma homenagem à Anita Garibaldi, em referência a sua passagem pela localidade e à sua bravura.